# Резерват за тигрове Кали
Резерват за тигрове Кали (канада језик: ಕಾಳ ಹುಲ ಸಂರಕಷತ ಪರದೕಶ) је заштићено подручје и резерват за тигрове. Налази се у округу Утара Канада, у држави Карнатака, Индија. Национални парк је станиште бенгалских тигрова, црних пантера и индијских слонова, између осталих карактеристичних животиња. Река Кали протиче кроз резерват за тигрове и жила је куцавица екосистема па отуда и име. Резерват за тигрове простире се на површини од 1300 квадратних километара.

## Историја
Шума на том подручју проглашена је уточиштем за дивље животиње Дандели 10. маја 1956. Држава је предложила просецање дела уточишта како би се формирао национални парк Анши, а предлог је спроведен 2. септембра 1987. Првобитни предлог се простирао на 250 квадратних километара. Када је издато коначно обавештење о подручју парка 2002. године, проширен је за додатних 90 квадратних километара.
Преименован је у Резерват за тигрове Кали у децембру 2015.
У парку се налази неколико хидроелектрана и једна нуклеарна електрана.

## Преименовање резервата
Значајно је да су Национални парк Анши и Уточиште за дивље животиње Дандели заједно добили статус резервата тигрова у оквиру Пројекта Тигар, проглашени су „Резерватом тигрова Анши Дандели“ у јануару 2007. 340 км² парка Анши се налази уз Резерват за дивље животиње Дандели и заједно са шест суседних заштићених подручја у државама Гоа и Махараштра чини готово непрекидно заштићено шумско подручје од преко 2 200 км².
У децембру 2015. године резерват Дандели Анши преименован је у резерват за тигрове Кали. Река Кали је жила куцавица становништва округа Утара Канада и обједињује Дандели резерват за дивље животиње који се простире на 400 км² и Национални парк Анши који се  простире на 500 км 2. Река пресеца цео парк и преименовање је том подручју дало јединствени идентитет. Промена имена такође је довела до фокуса и подизање свести о реци Кали (Карнатака). Промена имена подстакнута је универзалним одговором креатора политике након објављивања филма Кали  који је указао на значај улоге реке Кали у екосистему.

## Географија
Смештен у западним Гатима, простире се од 14°54' до 15°07' С географске ширине и од 74°16' до 74°30' И географске дужине, а надморска висина реке Кали варира од 27—1.059 m (89—3.474 ft) изнад нивоа светског мора. Упркос великим количинама падавина у овом подручју, рупе са водом се исушују брзо лети, јер је тло латеритно, са минималним капацитетом задржавања воде.

## Управљање парком
Управљање националним парковима и уточиштима у држави је одговорност главног конзерватора шума (дивљих животиња). На челу резервата Кали је директор парка, који је уједно и главни конзерватор шума.

## Флора
Парк се налази у екорегионима планинских кишних шума Северозападних Гата и влажних листопадних шума Северозападних Гата, које Светски фонд за природу (WWF) сматра угроженима. Шуме имају висок биодиверзитет.
Дрвеће и биљке овде су: бинтангур, Calophyllum wightianum, Garcinia gummi-gutta, Garcinia morella, Knema attenuata, Hopea wightiana, Alstonia scholaris (ђавоље дрво), Flacourtia montana, Machilus macrantha, Carallia brachiata, <i>Artocarpus hirsutus</i>, Artocarpus lacucha, Cinnamomum verum (цимет), бамбус, баухинија, еукалиптус, лантана, сребрни храст, тик и јамба.

## Фауна
Црни пантери, слонови и тигрови живе у парку, али се ретко виђају. Други велики сисари су овде индијски бизон, медвед уснаш, индијска дивља свиња, индијски макаки, сиви лангур, сиви лорис, неколико јелена. 
Дивљи пас, шакал, мочварна мачка, леопард мачка, мали индијски цивет, индијски сиви мунгос, летеће веверице, бодљикави прасићи, Малабар цивет, индијска гигант веверица и индијски љускавац такође живе у овим шумама.
Рептили у парку укључују краљевску кобру, индијску кобру, и друге врсте змија и гуштера. 
Међу занимљиве птице спадају цејлонски грлић, велики кљунорожац, Малабар кљунорожац, сиви Малабар кљунорожац, индијски сиви кљунорожац и азијска вилинска плава птица. У парку је забележено око 200 врста птица.

## Информације за посетиоце
Најбољи месеци за посету су октобар - мај. Парк је отворен од 6:00 до 18:00. Камп у природи у Кулги нуди смештај у шаторима (по два кревета), луксузним шаторима (по два кревета) и спаваоници са 16 кревета. Клима је прилично влажна током целе године. Уобичајени планови су посета стази за птице, стази сисара у месту Кулги која је дугачка 3 км хода. Спортови на води као што су јакузи, вожња чамцем, рафтинг и вожња кануом могу се планирати у реци Кали, а доступно је и пешачење до изузетно лепих водопада Дудсагар са 20 км стаза. Многи путеви унутар националног парка Анши (резерват за тигрове Кали) затворени су за саобраћај од 18:00 до 06:00 ујутру. Такође су изграђене многе бране преко реке Кали унутар резервата тигрова. Натписи су написани на канада државном језику и енглеском језику.
Дандели је оближњи град који се налази поред уточишта и има свакодневне аутобуске линије до Дарвада, Хубалија, Белагавија и Бенгалуруа. Служи се локална вегетаријанска храна.